# Iwan Timofejewitsch Spirin
Iwan Timofejewitsch Spirin (russisch Иван Тимофеевич Спирин; * 28. Julijul. / 9. August 1898greg. in Kolomna; † 4. November 1960 in Moskau) war ein russischer Pilot und Hochschullehrer.

## Leben
Spirin wuchs im Dorf Nischneje Choroschowo nahe Kolomna auf. Nach dem dreijährigen Schulbesuch arbeitete er als Hilfsarbeiter im Bahnhof Golutwin der Rjasan–Moskau-Eisenbahn.
Nach der Oktoberrevolution wurde Spirin 1918 in die Rote Armee eingezogen und nahm im Russischen Bürgerkrieg an den Kämpfen gegen die Weißen Armeen Konstantin Mamontows und Anton Denikins teil. Ab November 1919 diente er in der 2. Abteilung der Sikorsky Ilja Muromez-Bomber-Staffel, in der er 1920 Aerologe wurde.
1924 schloss Spirin die Ausbildung an der Flugschule in Moskau ab. 1925 unternahm er seinen ersten Instrumentenflug von Moskau nach Kolomna. 1927 nahm er an einem großen europäischen Flug teil. 1929 suchte er in der Arktis verunglückte US-Amerikaner. 1930 schloss er das Studium an der Höheren Militärfliegerschule Katscha in Sewastopol ab. Im September 1930 nahm er auf einer Polikarpow R-5 am großen Gruppenrundflug Moskau–Sewastopol–Ankara–Tiflis–Teheran–Termiz–Kabul–Taschkent–Orenburg–Moskau teil (61,5 Flugstunden, 10.500 km). Vom 12. bis 15. September 1934 unternahmen der Pilot Michail Gromow, der Flugingenieur Alexander I. Filin und Spirin als Navigator auf einer Tupolew ANT-25 den Langstreckenrekordflug Moskau–Charkow–Moskau (12.411 km, 75 Flugstunden), um den Rekord der Franzosen Bossutreau und Rossi von 1932 über 10.601 km auf einer Blériot zu überbieten.
Im Januar 1935 wurde Spirin Chefnavigator der Luftstreitkräfte der Roten Armee und Chef der 4. Unterabteilung der 1. Abteilung der Verwaltung der Luftstreitkräfte der Roten Armee. Im Februar 1936 wurde er Kommandeur und Militärkommissar im Forschungsinstitut der Luftstreitkräfte der Roten Armee und dann im Dezember Expeditionschefnavigator. Als KomBrig war er 1937 der Chefnavigator der ersten Nordpolexpedition mit Einrichtung der Polarstation Nordpol-1 unter der Leitung Iwan Papanins.
Im September 1938 wurde Spirin Chef der Fakultät für Luftfahrtnavigation der Militärakademie für Ingenieure der Luftstreitkräfte „Prof. N. J. Schukowski“. Er wurde Doktor der geographischen Wissenschaftlern und Professor.
Im Sowjetisch-Finnischen Krieg 1939–1940 kommandierte Spirin die Fernfliegerkräfte mit 140 Flugzeugen. Im September 1940 wurde er Chef der 2. Navigator-Hochschule Iwanowo. Ab Beginn des Deutsch-Sowjetischen Krieges kommandierte er die Fernfliegerkräfte mit 200 Flugzeugen zur Verteidigung Moskaus und Bombardierung des feindlichen Hinterlandes. Im März 1942 wurde er Chef der Offiziershochschule der Nachtflugbesatzungen der Fernfliegerkräfte. Unter seiner Leitung wurden während des Krieges etwa 1000 Besatzungen (4000 Personen) ausgebildet. Im Oktober 1944 wurde er Kommandeur des neuen 9. Gardebombenfliegerkorps.
Nach dem Krieg war Spirin Chef der Navigator-Hochschule Iwanowo bis April 1948. Darauf lehrte er an der Woroschilow-Militärakademie in Moskau. Im Mai 1949 wurde er Chef der Spezialabteilung (ab Februar 1950 Spezialfakultät) der Militärakademie für Ingenieure der Luftstreitkräfte „Prof. N. J. Schukowski“ und im November 1952 Vizechef der Navigator-Fakultät der Akademie. Am 1. Juli 1955 wurde er beurlaubt. Er lebte in Moskau, wurde zum Delegierten auf dem XVIII. Kongress der KPdSU gewählt und war Abgeordneter des Moskauer Sowjets. 1957–1960 war er Chef des Militärlehrstuhls des Moskauer Instituts für Physik und Technologie. 1958–1961 richtete er mit Iwan Petrow für Studenten Flugkurse mit den Flugzeugen Lissunow Li-2, Jakowlew Jak-12, Jak-18 und Segelflugzeugen ein.
Spirin erreichte etwa 9000 Flugstunden und überlebte 5 Flugunfälle. Er wurde auf dem Wwedenskoje-Friedhof begraben. Spirins Büste wurde in Kolomna im Memorialny-Park aufgestellt. Straßen in Kolomna, Moskau und Cahul tragen Spirins Namen.

## Ehrungen
- Held der Sowjetunion (1937)[1]
- Leninorden (dreimal)
- Rotbannerorden (zweimal)
- Orden des Vaterländischen Krieges I. Klasse
- Orden des Roten Banners der Arbeit
- Orden des Roten Sterns (zweimal)
- Medaille „Für die Verteidigung Moskaus“
- Medaille „Sieg über Deutschland“
- Jubiläumsmedaille „XX Jahre Rote Arbeiter-und-Bauern-Armee“
- Medaille „30 Jahre Sowjetarmee und Flotte“
- Medaille „40 Jahre Streitkräfte der UdSSR“

## Werke
- Die Eroberung des Nordpols. F. A. Brockhaus, Leipzig 1955 (russisch: Покорение Северного Полюса. Übersetzt von Alexander Böltz).